# Фредеріктаун (Пенсільванія)
Фредеріктаун (англ. Fredericktown) — переписна місцевість (CDP) в США, в окрузі Вашингтон штату Пенсільванія. Населення — 402 особи (2020).

## Географія
Фредеріктаун розташований за координатами 40°0′7″ пн. ш. 80°0′33″ зх. д. / 40.00194° пн. ш. 80.00917° зх. д. (40.001925, -80.009211).  За даними Бюро перепису населення США в 2010 році переписна місцевість мала площу 2,51 км², уся площа — суходіл.

## Демографія
Згідно з переписом 2010 року, у переписній місцевості мешкали 403 особи в 165 домогосподарствах у складі 96 родин. Густота населення становила 160 осіб/км².  Було 222 помешкання (88/км²).
Расовий склад населення:
| - 92,8 % — білих - 5,2 % — чорних або афроамериканців - 0,2 % — корінних американців |

До двох чи більше рас належало 1,5 %. Частка іспаномовних становила 1,2 % від усіх жителів.
За віковим діапазоном населення розподілялося таким чином: 25,6 % — особи молодші 18 років, 57,5 % — особи у віці 18—64 років, 16,9 % — особи у віці 65 років та старші. Медіана віку мешканця становила 40,4 року. На 100 осіб жіночої статі у переписній місцевості припадало 95,6 чоловіків;  на 100 жінок у віці від 18 років та старших — 91,1 чоловіків також старших 18 років.
За межею бідності перебувало 30,0 % осіб, у тому числі 40,4 % дітей у віці до 18 років та 0,0 % осіб у віці 65 років та старших.
Цивільне працевлаштоване населення становило 201 особа. Основні галузі зайнятості: освіта, охорона здоров'я та соціальна допомога — 48,3 %, роздрібна торгівля — 18,4 %, будівництво — 10,9 %, науковці, спеціалісти, менеджери — 8,5 %.